# Ravine Cresson
Die Ravine Cresson (auch: Ravine Gresson) ist ein kurzer Fluss im Parish Saint Patrick von Dominica.

## Geographie
Die Ravine Cresson entspringt am Fuß der Grande Soufrière Hills (Monsieur André). Sie verläuft stetig nach Süden und durchquert das Zentrum von Delicés. Sie mündet bald darauf in den River Subaya.